# Condado de Gregory
El condado de Gregory (en inglés: Gregory County),  fundado en 1862,  es uno de los 66 condados en el estado estadounidense de Dakota del Sur. En el 2000 el condado tenía una población de 4792 habitantes en una densidad poblacional de 1 personas por km². La sede del condado es Burke.

## Geografía
Según la Oficina del Censo, el condado tiene un área total de 2728 km² (1053,3 mi²), de la cual 2631 km² (1015,8 mi²) es tierra y 97 km² (37,5 mi²) es agua.

### Condados adyacentes
- Condado de Lyman - norte
- Condado de Mix - este
- Condado de Boyd - sur
- Condado de Keya Paha - suroeste
- Condado de Tripp - oeste

## Demografía
En el 2000 la renta per cápita promedia del condado era de $22 732, y el ingreso promedio para una familia era de $30 833. El ingreso per cápita para el condado era de $13 656. En 2000 los hombres tenían un ingreso per cápita de $21 063 versus $16 920 para las mujeres. Alrededor del 20.10% de la población estaba bajo el umbral de pobreza nacional.
| 1910 | 1920   | 1930   | 1940   | 1950 | 1960 | 1970 | 1980 | 1990 | 2000 | Est. 2008 |
| ---- | ------ | ------ | ------ | ---- | ---- | ---- | ---- | ---- | ---- | --------- |
| 2211 | 13 061 | 12 700 | 11 420 | 9554 | 8556 | 7399 | 6710 | 5359 | 4792 | 4084      |

## Localidades

### Ciudades y pueblos
- Bonesteel
- Burke
- Dallas
- Fairfax
- Gregory
- Herrick
- St. Charles

### Municipios
- Municipio de Dixon
- Municipio de Edens
- Municipio de Fairfax
- Municipio de Jones
- Municipio de Landing Creek
- Municipio de Pleasant Valley
- Municipio de Schriever
- Municipio de Star Valley

### Territorio No Organizado
- East Gregory
- North Gregory
- Southeast Gregory
- West Gregory

## Mayores autopistas
| - Carretera de U.S. 18 - Carretera de U.S. 281 - Carretera Dakota del Sur 43 - Carretera Dakota del Sur 44 | - Carretera Dakota del Sur 47 - Carretera Dakota del Sur 251 - Carretera Dakota del Sur 1806 |